# 桑木志帆
桑木 志帆（くわき しほ、2003年1月29日 - ）は、岡山県岡山市出身の日本の女子プロゴルファー。所属は大和ハウス工業。

## 経歴
岡山理科大学附属高等学校卒業。現在は倉敷芸術科学大学在学中。
ホームコースは岡山御津カントリークラブ。
父の影響で4歳からゴルフを始める。小学1・2年生では、「岡山県ジュニアゴルフ選手権」で優勝。
中学3年生で「第47回中国女子アマチュアゴルフ選手権」で優勝、翌年「第48回中国女子アマチュアゴルフ選手権」でも優勝して2連覇（渋野日向子も2連覇）。高校2年生で「岡山県高等学校総合体育大会」、「岡山県レディースゴルフ選手権」で優勝。高校3年生でも石川遼が主催したジュニアトーナメント「The "One" Junior Golf Tournament」で優勝した。
2021年6月、プロテストに一発合格。同年8月の「山陰ご縁むす美レディース」でデビュー。同年12月10日に「JLPGA新人戦 加賀電子カップ」でプレーオフを制しプロ初優勝を果たした。
2023年は、「資生堂 レディスオープン」2位、「北海道Meijiカップ」2位、「TOTOジャパンクラシック」2位タイが最高位であった。
2024年6月の「資生堂 レディスオープン」において最終日首位と1打差の2位でスタートし4バーディー、1ボギーの69で回り、通算11アンダーの逆転でレギュラーツアー初優勝を挙げる。さらに8月の「ニトリレディス」で最終日首位タイでスタートし70にまとめ通算12アンダーで2勝目を挙げた 。そして11月シーズン最終戦の「JLPGAツアーチャンピオンシップ」に於いて最終日3打差首位でスタートしイーブンパーにまとめ、通算12アンダーで2位小祝さくらに1打差逃げ切って自身初の完全優勝でメジャー初制覇し、シーズン3勝目を挙げた。メジャー優勝で3年シードを獲得した。シーズンのイーグル数は13個となり、単年シーズンでの最多記録を更新した。

## 人物
- ジュニア時代から交流がある同郷で先輩の渋野日向子を目標の選手としている[16]。
- 女子プロでは珍しいカラーボールを使う選手であり、黄色（イエロー）のボールを試合で使用している。桑木自身はカラーボールを使う理由について「（ボールを）見やすいことや誤球しないことが利点」と語り、また「ジュニア時代からカラーボールを使用しており、オレンジのボールも使ったことがある」とのことである[17]。
- 2024年より大和ハウス工業の所属契約選手としてプレーする[1]。

## トーナメント優勝

### ツアー優勝

#### JLPGAツアー（3）
| 勝数         |
| メジャー (1) |
| ツアー (2)   |

| No. | Date           | Tournament                       | スコア                 | 2位との差 | 2位（タイ）         |
| --- | -------------- | -------------------------------- | ---------------------- | --------- | ------------------- |
| 1   | 2024年6月30日  | 資生堂 レディスオープン          | −11（65-71-69=205）    | 2打差     | 堀琴音              |
| 2   | 2024年8月25日  | ニトリレディスゴルフトーナメント | −12（67-70-69-70=276） | 1打差     | ペ・ソンウ 鶴岡果恋 |
| 3   | 2024年11月24日 | JLPGAツアーチャンピオンシップ    | −12（66-69-69-72=276） | 1打差     | 小祝さくら          |

### その他
1. JLPGA新人戦 加賀電子カップ（2021年）

## 受賞
- 岡山市民スポーツ栄誉賞（2024年）[18]
- 第64回岡山スポーツ賞（2025年）[19][20]